# Пандо Колевски
Пандо Колевски (на македонска литературна норма: Пандо Колевски) е поет и публицист от Република Македония.

## Биография
Роден е в 1940 година в леринското село Долно Котори, Гърция (на гръцки Идруса). Завършва Философския факултет на Карловия университет в Прага и работи в Народната библиотека в Прага. Член е на Дружеството на писателите на Македония от 1987 година. Носител е на наградите „Златно перо“, „Иселеничка грамота“.

## Творчество
- Доаѓањето на јужниот ветар (1970)
- Изгубена рамнотежа (1978)
- Море згрчено во дожд (1984)
- Окови на корењата (1989)
- Александар Македонски (поема, 1994)
- Добър ден Македонийо (на чешки, 1998)